# Radikal 192
Radikal 192 mit der Bedeutung „Opfer“, „duftende Kräuter“ ist eines von acht traditionellen Radikalen der chinesischen Schrift, die aus zehn Strichen bestehen.
Mit zwei Zeichenverbindungen in Mathews’ Chinese-English Dictionary kommt es nur sehr selten im Lexikon vor.
Das Piktogramm dieses Schriftzeichens zeigte ein Gefäß, das neben Getreide auch – mit dem Schöpflöffel 匕 (Radikal 21) eingegossene – duftende Kräuter enthält, mit denen die Geister erfreut werden sollen. Das Radikal geht nur wenige Verbindungen ein und dann ist es kaum noch zu erkennen.

## Schriftzeichenverbindungen, die vom Radikal 192 regiert werden
| Striche | Zeichen |
| ------- | ------- |
| +0      | 鬯      |
| +11     | 鬰      |

 Im Unicodeblock Kangxi-Radikale ist das Radikal 192 unter der Codepointnummer 12.223 (U+2FBF) codiert.